# كيت دير
كيت دير (بالإنجليزية: Kate Dwyer)‏ هي ناشطة حق المرأة بالتصويت ‏ وسفرجات أسترالية، ولدت في 13 يونيو 1861، وتوفيت في 3 فبراير 1949.